# Självförtroende
Självförtroende är individens tilltro till sin förmåga att prestera. Det kan röra sig om arbete, skola eller sociala sammanhang. Självförtroendet kan variera från dag till dag och det kan höjas genom bekräftelse utifrån, eller tillfälligt höjas under exempel alkoholpåverkan. Självförtroendet kan snabbt tränas upp. Många blandar ihop begreppet med självkänsla. Självförtroende är en social tillgång som behövs i vardagen.
För att få bättre självförtroende kan man ändra sitt förhållningssätt till sig själv och arbeta med personlig utveckling.
Ett grundmurat självförtroende som inte är kopplat till arrogans eller skrytsamhet kan beskrivas som storkukslugn. Detta ordet, en översättning av engelskans big dick energy kan användas både om män och kvinnor. Motsatsen till denna tilltro kan benämnas småkukslugn, (engelska: small dick energy), en självhävdande attityd som bland annat förknippats med personer som uttrycker rasistiska åsikter. Ordet storkukslugn är belagt i svenskan sedan 2016.